# Los Lobos, Michoacán de Ocampo
Los Lobos är en ort i Mexiko.   Den ligger i kommunen Tuxpan och delstaten Michoacán de Ocampo, i den södra delen av landet, 140 km väster om huvudstaden Mexico City. Los Lobos ligger 1 770 meter över havet och antalet invånare är 179.
Terrängen runt Los Lobos är kuperad. Runt Los Lobos är det ganska tätbefolkat, med 139 invånare per kvadratkilometer. Närmaste större samhälle är Heróica Zitácuaro, 17,0 km sydost om Los Lobos. I omgivningarna runt Los Lobos växer huvudsakligen savannskog.